# Michelle Elizabeth O’Shea
Michelle Elizabeth „Mochi“ O’Shea ist eine US-amerikanische Schauspielerin, Filmproduzentin und Synchronsprecherin.

## Leben
O’Shea besuchte von 2009 bis 2013 das Pasadena City College, wo sie an der Fakultät IGETC spezialisierte Vertriebs-, Merchandising- und Marketingoperationen sowie Sprachanthropologie studierte. Von 2014 bis 2015 arbeitete sie gut 15 Monate bei der Volkswagen Group of America im Verkauf. Während ihres Studiums wirkte sie 2011 in einer Episode der Fernsehdokuserie Homicide Hunter – Dem Mörder auf der Spur mit. Nach Rollen in der Fernsehserie The Bay 2014 und im Kurzfilm The Aspen Project von 2016 wirkte sie 2017 als Nebendarstellerin im Katastrophenfilm Destruction: Los Angeles mit. Zwei Jahre später folgte eine Nebenrolle im Film Godforsaken. Seit Oktober 2019 ist O’Shea als Synchronsprecherin tätig. 2020 spielte sie in den Kurzfilmen My Marla, 16 Flowers und The Breakup mit, in ersteren übernahm sie zusätzlich Tätigkeiten als Produzentin. 2021 übernahm sie die Produktion und eine Filmrolle im Kurzfilm Ebenezer. Im selben Jahr übernahm sie eine Sprechrolle im Kurzfilm Spread. Ebenfalls 2021 verkörperte sie eine der weiblichen Hauptrollen der Allison im Tierhorrorfilm Megaboa – 20 Meter, die fressen wollen vom Filmstudio The Asylum an der Seite von Eric Roberts.

## Filmografie (Auswahl)
- 2011: Homicide Hunter – Dem Mörder auf der Spur (Homicide Hunter: Lt. Joe Kenda, Fernsehdokuserie, Episode 1x03)
- 2014: The Bay (Fernsehserie)
- 2016: The Aspen Project (Kurzfilm)
- 2017: Destruction: Los Angeles
- 2019: Godforsaken
- 2020: My Marla (Kurzfilm; auch Produktion)
- 2020: 16 Flowers (Kurzfilm)
- 2020: The Breakup (Kurzfilm)
- 2021: Ebenezer (Kurzfilm; auch Produktion)
- 2021: Spread (Kurzfilm; Sprechrolle)
- 2021: Megaboa – 20 Meter, die fressen wollen (Megaboa)